# Råda naturreservat
Råda naturreservat är ett naturreservat i Norrtälje kommun i Stockholms län.
Området är naturskyddat sedan 1975 och är 58 hektar stort. Reservatet omfattar två höjder och dess sydvästsluttningar. Reservatet består av granskog med inslag av lövträd.